# Ondřej Švejdík
Ondřej Švejdík (* 3. prosince 1982 Opava) je bývalý český fotbalový obránce. Aktivní kariéru ukončil v roce 2020, naposledy působil v klubu FC Slavoj Vyšehrad. Mimo ČR působil na klubové úrovni v Nizozemsku a Slovensku.

## Klubová kariéra

### SFC Opava
Ondřej Švejdík začal svou kariéru ve Slezském FC Opava v roce 2000. Po dvou letech nechtěl s Opavou prodloužit smlouvu a dostal nabídku z pražských Bohemians 1905.

### Bohemians 1905
V srpnu 2002 podepsal smlouvu v pražských Bohemians 1905 na tři roky. V sezoně 2002/03 nastoupil pouze ve 4 utkáních, zbytek proseděl na lavičce náhradníků. Byly to tyto zápasy: 24. srpna 2002 proti domácí Viktorii Žižkov (výhra Žižkova 3:2), 6. října proti domácímu Jablonci (výhra Jablonce 3:1), 4. listopadu proti domácí Spartě Praha (výhra Sparty 3:0) a 17. listopadu 2002 proti domácímu 1. FC Synot (výhra Synotu 3:1).
Bohemians 1905 sestoupil po sezoně z Gambrinus ligy do 2. ligy. Po dvou letech v pražském klubu přestoupil Švejdík v červenci 2004 do Mladé Boleslavi.

### FK Mladá Boleslav
V Mladé Boleslavi strávil Švejdík 2 sezony. V ligové sezoně 2004/05 odehrál celkem 20 zápasů, aniž by vstřelil gól a následující sezonu 2005/06 to bylo 24 zápasů a 1 vstřelený gól. Branku vsítil hned v 1. kole 7. srpna 2005 hostujícímu Liberci, nicméně Boleslav prohrála doma 2:4.

### FC Groningen
V červenci 2006 odešel do nizozemského klubu FC Groningen, kde podepsal čtyřletou smlouvu. Nastoupil v Poháru UEFA 2006/07, debutoval 14. září 2006 v zápase proti domácímu srbskému týmu FK Partizan (výhra Partizanu 4:2). V odvetě nizozemský klub sice vyhrál 1:0, na postup to však nestačilo.
V říjnu 2009 na tréninku špatně došlápl a zpřetrhal si křížový vaz v levém koleni, poškodil meniskus. Od té doby už za nizozemský klub nenastoupil. Následovala série operací, FC Groningen mu vzhledem k jeho zdravotním potížím neprodloužil smlouvu.

### AC Sparta Praha
V lednu 2011 dostal Švejdík jako volný hráč nabídku od Sparty, kde absolvoval dvoutýdenní kondiční soustředění. Následně s týmem odletěl na další soustředění do Dubaje (Spojené arabské emiráty), kde s pražským klubem podepsal smlouvu.
Sezonu 2011/12 však strávil na hostování v Dukle Praha.

#### Sezóna 2012/13
V základní skupině I Evropské ligy 2012/13 byla Sparta Praha přilosována k týmům Olympique Lyon (Francie), Ironi Kirjat Šmona (Izrael) a Athletic Bilbao (Španělsko). V prvním utkání Sparty 20. září 2012 proti domácímu Lyonu odehrál Švejdík kompletní počet minut, pražský klub podlehl soupeři 1:2. 4. října podal výtečný výkon v domácím utkání proti finalistovi Evropské ligy předešlého ročníku Athletic Bilbao, Sparta zvítězila 3:1 a připsala si první 3 body do tabulky. 25. října 2012 se podílel jedním gólem na domácím vítězství 3:1 nad izraelským týmem Ironi Kirjat Šmona. Ve 44. minutě vrátil Jiří Jarošík z pravé strany přetažený centr před bránu a Švejdík pohodlně doklepl téměř z brankové čáry míč hlavou do sítě. Sparta Praha si připsala další tři body, s 6 body si nyní držela druhé místo v tabulce základní skupiny za Lyonem. 8. listopadu 2012 v odvetě s Ironi Kirjat Šmonou v Izraeli (hrálo se na stadionu v Haifě) nastoupil v základní sestavě a byl u remízy 1:1. 22. listopadu nastoupil do domácího zápasu s Lyonem, který skončil remízou 1:1. Tento výsledek posunul Spartu Praha již před posledními zápasy základní skupiny do jarní vyřazovací části Evropské ligy z druhého místa (první místo si zároveň zajistil Lyon). Poslední zápas základní skupiny I proti Bilbau absolvoval 6. prosince 2012, díky remíze 0:0 pražský celek získal ve skupině celkem 9 bodů. Do jarního šestnáctifinále byl Spartě přilosován anglický velkoklub Chelsea FC, Ondřej Švejdík nastoupil 14. února 2013 v Praze v základní sestavě, pražský klub podlehl doma soupeři 0:1 gólem mladého brazilského fotbalisty Oscara. O týden později se představil v odvetě na Stamford Bridge, Sparta dlouho vedla 1:0, ale naději na prodloužení neudržela, ve druhé minutě nastaveného času inkasovala vyrovnávací gól na 1:1 z kopačky Edena Hazarda a z Evropské ligy vypadla.
26. května 2013 v předposledním ligovém kole přispěl gólem k výhře 3:0 nad Teplicemi. V sezóně 2013/14 slavil se Spartou Praha zisk ligového titulu již ve 27. kole 4. května 2014. V jejím průběhu podepsal s klubem novou smlouvu. 17. května 2014 získal se Spartou double po výhře 8:7 v penaltovém rozstřelu ve finále Poháru České pošty proti Viktorii Plzeň. Švejdík svůj pokus neproměnil.

### FK Dukla Praha (hostování)
Sezonu 2011/12 strávil na hostování v Dukle Praha, kde o něj stál trenér Luboš Kozel. V lize odehrál 27 zápasů, 25 v základní sestavě a dvakrát střídal. V ligové sezoně vstřelil celkem 2 góly, první 11. března 2012 v utkání 20. kola proti domácímu Hradci Králové, když v 62. minutě otevíral skóre hlavou po rohovém kopu (zápas skončil vítězstvím Dukly Praha 2:0). Druhý gól přidal ve 22. kole 23. března proti domácí Příbrami, tentokrát vyrovnával v nastaveném čase na konečných 2:2.

### FC Slovan Liberec (hostování)
V červenci 2015 odešel na půlroční hostování do FC Slovan Liberec. S Libercem si zahrál v Evropské lize 2015/16, mj. proti svému bývalému klubu FC Groningen z Nizozemska. V únoru 2016 se dověděl, že by byl až čtvrtým stoperem v týmu a tak se dohodl na ukončení hostování. Celkem odehrál za Liberec 10 ligových utkání a vstřelil 1 gól.

### MŠK Žilina (hostování)
Krátce po návratu z Liberce v únoru 2016 odešel na další hostování, tentokrát na Slovensko do klubu MŠK Žilina. V posledním 33. ligovém kole 20. května 2016 v utkání proti zachraňujícímu se mužstvu MFK Zemplín Michalovce (porážka 0:3) byl v 65. minutě vyloučen ze hřiště.

### FK Viktoria Žižkov
10. 1. 2017 podepsal 1,5roční smlouvu s druholigovou Viktorií Žižkov.

### FK Slavoj Vyšehrad
12. 1. 2019 podepsal smlouvu s druholigovým týmem FK Slavoj Vyšehrad.

## Reprezentační kariéra
Švejdík nastupoval za české mládežnické reprezentace U16, U17 a U18.